# Manuel Laguía
Manuel Laguía (Molina de Aragón, 7 de noviembre de 1793 - Jaén, 25 de enero de 1837) fue un organista, compositor y maestro de capilla español.

## Vida
Manuel Laguía nació en Molina de Aragón, en la provincia de Guadalajara, el 7 de noviembre de 1793.
Su primer cargo con 17 años fue como organista y maestro de capilla de la Colegiata de Santa María la Mayor de Calatayud, en el que permaneció por doce años, hasta 1825. En 1825 Laguía se presentó a las oposiciones de contralto en la Catedral de El Burgo de Osma. Consiguió la capellanía, pero solo permanecería un año.
Escolástico Facundo Calvo había renunciado su magisterio en la Catedral de Segovia a los pocos años de conseguir el cargo. Laguía sería nombrado como su sucesor en 1826, permaneciendo diez años en el cargo. Le sucedería en el cargo Bonifacio Manzano en 1834.
El 6 de octubre de 1831 se presentó a las oposiciones para la organistía de la Catedral de Jaén, que había quedado vacante tras el fallecimiento de Pascual de Luque y que acabaría ganando. El magisterio de la catedral jienense llevaba vacante casi una década, desde el fallecimiento de Ramón Garay en 1823, por lo que cabildo, una semana después de su toma de posesión, decidió nombrarle adicionalmente maestro de capilla por votación unánime y sin realizar oposiciones. De esta forma el cabildo se ahorraba un salario. En 1834 se le nombró adicionalmente rector del Colegio de San Eufrasio y poco después administrador.
Hombre de salud frágil, por lo que tuvieron que amputarle una pierna. Las obligaciones del cargo no debieron serle beneficiosas, falleciendo pocos años después, el 23 de enero de 1837 en el cargo. Le sucedería como primer organista de la Catedral Juan María Pancorbo ese mismo año tras conseguir el cargo por oposición. El cargo de maestro de capilla quedó vacante catorce años hasta la llegada de Francisco Ruiz Tejada en 1854.

## Obra
Se conservan numerosas obras suyas en el archivo de música de la Catedral de Jaén. Entre ellas tres misas: Misa dominguera a seis voces; Misa a ocho voces; y Misa a cuatro y ocho voces. Cuatro salmos: Beatus vir a seis voces; Laudate Dominum a seis voces; Miserere a ocho voces; y Salmos de vísperas a siete voces. Seis lamentaciones de Semana Santa, un responsorio de la Festividad del Corpus y otro a la Purísima Concepción, además de villancicos y otras composiciones litúrgicas en latín y castellano.